# Народноослободилачки фронт (Македонија)
Словенско-македонски народноослободилачки фронт, (акр. СНОФ; мкд. Славјано Македонски Народно Ослободителен Фронт), била је прва војна организација етничких Македонаца основана 1943. одлуком македонских чланова Грчке комунистичке партије.
Од 1945. године је деловао под именом Народноослободилачки фронт (НОФ).

## СНОФ
Словенско-македонски народноослободилачки фронт (СНОФ) је основан 1943. одлуком македонских чланова Грчке комунистичке партије. Пре оснивања СНОФ-а, војне јединице састављене од етничких Македонаца дејствовале су у саставу Грчке народноослободилачке армије (ЕЛАС).
Главни циљ СНОФ-а био је да добије подршку од локалног (македонског) становништва и да га укључи у своје редове, и тако помогне борбу ЕАМ-овог народноослободилачког фронта. Други, не мање важан циљ била је борба против Охране(пробугарска колаборационистичка организација), и њезиног рада у Западној Грчкој (Егејска Македонија), наравно циљ је био да припаднике Охране придобију на своју страну, да се придруже СНОФ-у и подрже ЕЛАС. СНОФ је отпочео са снажном пропагандом, издавањем новина, књига и брошура на македонском језику. Организоване су школе на македонском језику и издаване сталне новине Славјано-Македонски Глас. Повећали су значајно број својих чланова (по некима на 12 000) и активно учествовали у борби против окупационих снага сарађујући са савезницима КП Грчке.
Након ослобођења Грчке од окупације сила осовина 1944, одлуком Централног комитета КПГ, због британског притиска СНОФ је распуштен. Део војника СНОФ-а, незадовољни таквом одлуком, под вођством Вангела Ајановског - Очее, прешли су у Македонију и придружили се македонским партизанским јединицама.

## НОФ

### Оснивање НОФ-а и прве акције
Након ослобођења Грчке и потписивања Споразума из Варкизе, није дошло до мира и политичке стабилизације земље. Снаге отпора које су контролисали комунисти (ЕАМ - ЕЛАС) маргинализоване су насупрот десничарских организација које су се уз помоћ Британаца вратиле на власт у Атину. Након разоружања ЕЛАС-а, и пребацивања КПГ на политичку борбу, наоружане парамилитарне групе састављене углавном од припадника бивших Безбедносних батаљона (ратних колаборациониста) почеле су уз помоћ владиних снага, са прогоном и терором над становништвом северне Грчке, нарочито етничких Македонаца, оптужујући их за аутономашку делатност. Због тога су бројни Македонци из Едесе, Касторије и Флорине, попут Паскала Митревског, Михаила Керамиџијева, Ђорђи Урдова, Атанаса Коровешова, Павла Раковског и Минча Фотева, одлучили основати Народно Ослободителен Фронт (НОФ) 23. априла, 1945. године. По свом статуту, циљеви НОФ-а били су: отпор против Монархо-фашистичких агресора, борба за демократију, Грчку Републику и физичка заштита етничких Македонаца
Испочетка је НОФ организовао скупове, уличне и протесте по фабрикама и распачавао илегалне брошуре. Убрзо након тога отпочео је с оснивањем партизанских јединица. Многи одбегли чланови КПГ стали су да се враћају у земљу. Године 1945, основано је 12 одреда у Касторији, 7 у Флорини и 11 у подручју Едесе и Јанице. Ове јединице углавном су чувале стражу, али су пред крај 1945. почели са оружаним борбама с владиним снагама. Најпознатији такав сукоб био је код села Моглена, гдје је нападнут владин конвој са политичким затвореницима. 14 владиних војника је убијено, 9 заробљено, а сви заробљеници (етнички Македонци и грчки досељеници са Понта) ослобођени. НОФ-ови комитети нису били једнонационални, у многима су учествовали бројни Власи (попут Касторије) и новодошли грчки насељеници са Понта.
НОФ није веровао у будућност Споразума из Варкизе, док је челник КПГ Никос Захаријадис упорно веровао да на основу тога има неке наде за преговоре са владом.
И пре објаве КПГ оружане борбе против владиних снага 1946. и оснивања ДСЕ (Демократска армија Грчке) НОФ се упустио у борбу против владиних снага. НОФ је такође радио на чврстој организацији регионалних комитета који су основани у окрузима Флорина, Едеса, Јаница и Касторија.

### Уједињење НОФ-а и Грчке Демократске Армије (ДСЕ)
КПГ је настојала да избегне грађански рат све до после избора одржаних 1946. године. Након њих више од 100 000 бораца и симпатизера ЕЛАС-а и ЕАМ-а, ухапшено је под оптужбама да су били превише брутални према цивилном становништву за време фашистичке окупације и свог партизанског отпора. На то су се многи припадници ЕЛАС-а и НОФ-а, поновно окупили у мале наоружане групе у својим бившим скровиштима. Како се то углавном одвијало у северним планинским подручјима Грчке, где је тада живјела значајна македонска мањина, НОФ је постао веома значајан чинилац и то је приморало КПГ да ступи у преговоре са НОФ-ом.
У преговоре су са стране НОФ-а били укључени Михаил Керамитчијев и Паскал Митревски, а Маркос Вафијадис у име Грчке Демократске Армије(ДСЕ). Након готово седам месеци преговарања, договорили су се о уједињењу, у октобру 1946. КПГ је основала Главни штаб за Централну Грчку у који је укључен НОФ. Капетаниос (Војни и политички челник) ДСЕ-а постао је Маркос Вафијадис.
У исто време и КПГ и НОФ заузели су и став према мањинском (па и Македонском питању) а он је био - једнакост свих етничких група унутар грчких граница, против било које аутономије. На тај начин многи Македонци придружили су се јединицама ДСЕ, тако да су по неким подацима они чинили чак 60% бораца ове војске. ( Од 22 000 бораца ДСЕ-а 14 000 су били Македонци).

## Грчки грађански рат

### Македонци и Грчки грађански рат
Одмах по уједињењу НОФ-а и ДСЕ-а, партизанске јединице из Касторије, почеле су нападе на владине снаге у планини Вич. Након једномесечних борби ослобођена је Вич планина, а потом и планина Грамос, која је постала главно уточиште ДСЕ-а. Ова слободна територија је проширена према Флорини, Едеси и Меглену. На овој слободној територији, организоване су школе и позоришта на македонском језику. Издаване су књиге и новине на македонском језику. Осниване су и масовне фронтовске организације, попут АФЖ и омладинска организација ОНОМ (Организација на Народно Ослободителна Младина). На тај начин укључен је велики део етничких Македонаца у политичке циљеве КПГ и ДСЕ-а. Преко 20 000 Македонаца ишло је у те партизанске школе, где су учили да читајуи и пишу, и учили своју националну историју (практички по први пут у историји).
Након политичког разлаза Тито-Стаљин, дошло је и до велике промене у политици подршке тадашње ФНРЈ, ДСЕ-у. Затворена је граница према Југославији, и то је био тежак ударац за КПГ и ДСЕ, који су на југословенској страни имали сигурне базе и логистику. Привремена Влада, основана 1947, држала је под политичком и војном контролом око 70% дела Грчке, од Евроса на Пелопонезу) преко планина северне Грчке и већине острва. Током 1947. до пролећа 1948, Национална Армија (владина) се углавном утаборила у Атини и већим грчким градовима.
У то време ДСЕ је био снага од скоро 40 000 бораца, са великом мрежом симпатизера, нарочито у руралним брдским крајевима.
Како се ближио крај рата, скроро 20 000 бораца ДСЕ-а су побијени или заробљени од стране Националне Армије након борби на Пелопонезу. Слична ситуација била и по острвима и Тракији. На почетку 1949. у последњем поглављу рата, Привремена влада и ДСЕ су збијени на подручје уз македонску границу на планине Пинд, Грамос и Вич. ДСЕ се нашао пред великом офанзивом владиних снага потпомогнутих британским слањем артиљерије, тенкова и ваздушних снага.

### Пораз Грчке Демократске Армије (ДСЕ)
Лако опремљене, пешачке јединице ДСЕ, нису се могле носити у фронтовским сукобима са владиним снагама. У августу 1948. смењен је легендарни Маркос Вафијадис и замењен од стране Захаријадиса. Он је сменио читав врховни штаб и све искусне команданте. Ове промене довеле су до коначног пораза ДСЕ-а.
Захаријадис је био иницијатор још већег укључивања Македонаца у ДСЕ (чак и присилног новачења), међутим то није изменило ток сукоба, већ је само повећало број на тај начин компромитованог становништва.
Након завршних битака на планинама Вич и Граммос, у којем су владине снаге употребиле напалм бомбе и тешку артиљерију, ДСЕ је протеран из Грчке. Након што је Југославија затворила границу, евакуација бораца ишла је преко Албаније.

## Након рата

### Изгон етничких Македонаца из Грчке
Владине снаге рушиле су свако село које би им се нашло на путу, а становништво би раселили. Тако да су масовни збегови били једини начин да се избегне репресија и освета. 50 000 људи побегло је из Грчке укључиво и снаге ДСЕ-а у повлачењу. Већину њих прихватиле су тадашње земље Источног блока. Године 1970, некима од њих дозвољено је да дођу у Социјалистичку Републику Македонију. Године 1980, Грчки Парламент променио је закон о националној помирби који је дозвољавао бившим члановима ДСЕ-а (грчке националности) повратак у земљу, али се то није односило на етничке Македонце.
Дана 20. августа 2003, Странка Дуга (грчка партија која се брине о мањинским правима Македонаца у Грчкој) угостила је децу прогнанике (македонску децу) која су напустила домове за Грчког грађанског рата на 20 дана (то је био рок). Многи су тад први пута видели своје рођаке и родна места после 55 година. Упркос томе многи су одбијени од стране грчких пограничних власти јер су им путовницама уписани словенски (македонски) топоними места рођења (уместо грчких).